# Ardakan
Ardakan este un oraș din Iran.